# Réserve nationale Tambopata
La réserve nationale Tambopata (espagnol : Reserva nacional Tambopata) est une réserve nationale du Pérou située dans la région de Madre de Dios. La réserve actuelle est issue d'une zone réservée fondée en 1977 et gérée par l’américain Max Gunther. Elle a été créée le 4 septembre 2000 et occupe une superficie de 274 690 ha. Elle exerce un attrait touristique et scientifique majeur grâce à sa biodiversité remarquable. L'écosystème est localement menacé par l'orpaillage et la surexploitation de la forêt, d'où son rôle majeur dans la protection de l'environnement. Le statut de réserve nationale permet aux peuples autochtones, principalement les Esse Ejja, de conserver une certaine autonomie et à une agriculture contrôlée de perdurer. 

## Histoire
Vers 1975, deux hommes d'affaires, l'américain Max Gunther et Pepe Rada, dirigent Peruvian Safaris, une compagnie qui organise des expéditions de chasseurs à travers la jungle péruvienne. Lorsque le gouvernement interdit la chasse des trois plus gros gibiers (le jaguar, l'ours à lunettes et le cerf des Andes), ils décident de se tourner vers le tourisme et de s'implanter à Puerto Maldonado, doté d'un aéroport, proche de Cuzco et situé au cœur d'une forêt encore préservée. Après l’acquisition d'une parcelle de 105 hectares, Max Gunther achète la quasi-totalité des parts de la société et fonde en 1976 un lieu d'hébergement, Explorer's Inn (l'auberge de l'explorateur), inauguré par le président Francisco Morales Bermúdez. Il sollicite des scientifiques nord-américains dont les études préliminaires attestent de l'intérêt du site, ce qui permet de soutenir la création d'une zone réservée auprès du gouvernement en 1977, qui en confie alors la garde à la Peruvian Safaris. Le projet touristique se double alors d'un volet scientifique et d'un engagement en faveur de la protection de la nature. Une première étude biotique est menée sous la direction de l'écologue David. L. Pearson en 1979. 
La gouvernance collective de la réserve est issue d'un compromis entre l'État, les défenseurs de l’environnement, les acteurs économiques et les populations indigènes. En effet, le biologiste Charles Munn (en) et des environnementalistes militent dans les années 1990 pour que la zone réservée élargie de Tambopata-Candamo, approuvée en 1990, bénéficie d'un niveau de protection supérieur, tandis que les agriculteurs forestiers et les autochtones, ces derniers notamment regroupés au sein de la Federación Nativa del Río Madre de Dios y Afluentes (Fenamad), défendent le droit de rester sur le territoire qu'ils occupent et d'y maintenir des activités marchandes. Les autorités locales du département marquent leur désaccord avec le gouvernement. Le processus prend fin au terme de négociations houleuses et avec la création du parc national Bahuaja Sonene en 1996 et de la Réserve nationale Tambopata en 2000.

## Gestion
La loi forestière de 1975 définit quatre types d'unités de conservation : les parcs nationaux, les réserves nationales, les sanctuaires nationaux et les sanctuaires historiques. Le statut de zone réservée accordé en 1977 correspond à un cadre de protection intermédiaire pour des aires susceptibles d'en devenir une si l’évaluation le justifie. Celui de réserve nationale, obtenu en 2000, autorise le maintien d'une exploitation marchande de la forêt, comme la culture de noix. Le comité de gestion de Tambopata, notamment composé d'agriculteurs, constitue une force d'opposition civile à l’expansion des chercheurs d'or et plus généralement, un acteur de l'éducation à la protection de la nature.

## Géographie
La réserve se situe à la jonction des rivières Tambopata et de La Torre, à 290 mètres d'altitude et à environ 100 kilomètres des Andes. Des collines légèrement ondulées se subdivisent en de petits ruisseaux, qui se jettent dans les cours d'eau, les lacs et les marécages. Deux saisons peuvent se distinguer, avec une période de forte pluviométrie entre septembre et mars-avril, même si les précipitations varient fortement d'une année sur l’autre.

## Biodiversité

### Faune
La biodiversité de Tambopata est réputée dès les années 1970 pour son caractère exceptionnel. En 1988 sont recensées, dans un périmètre de 7 km autour du parc, 548 espèces d'oiseaux, un record mondial, 1222 papillons, 151 libellules, 29 cicindèles et 73 taons. Au nombre des espèces menacées se trouvent la loutre géante, le saïmiri à tête noire et la podocnémide de Cayenne. La présence du jaguarondi, du margay, du caïman noir et du chien des buissons est aussi attestée. En 2002, 91 espèces de mammifères, 94 poissons, ainsi que 127 reptiles et amphibiens sont dénombrés.

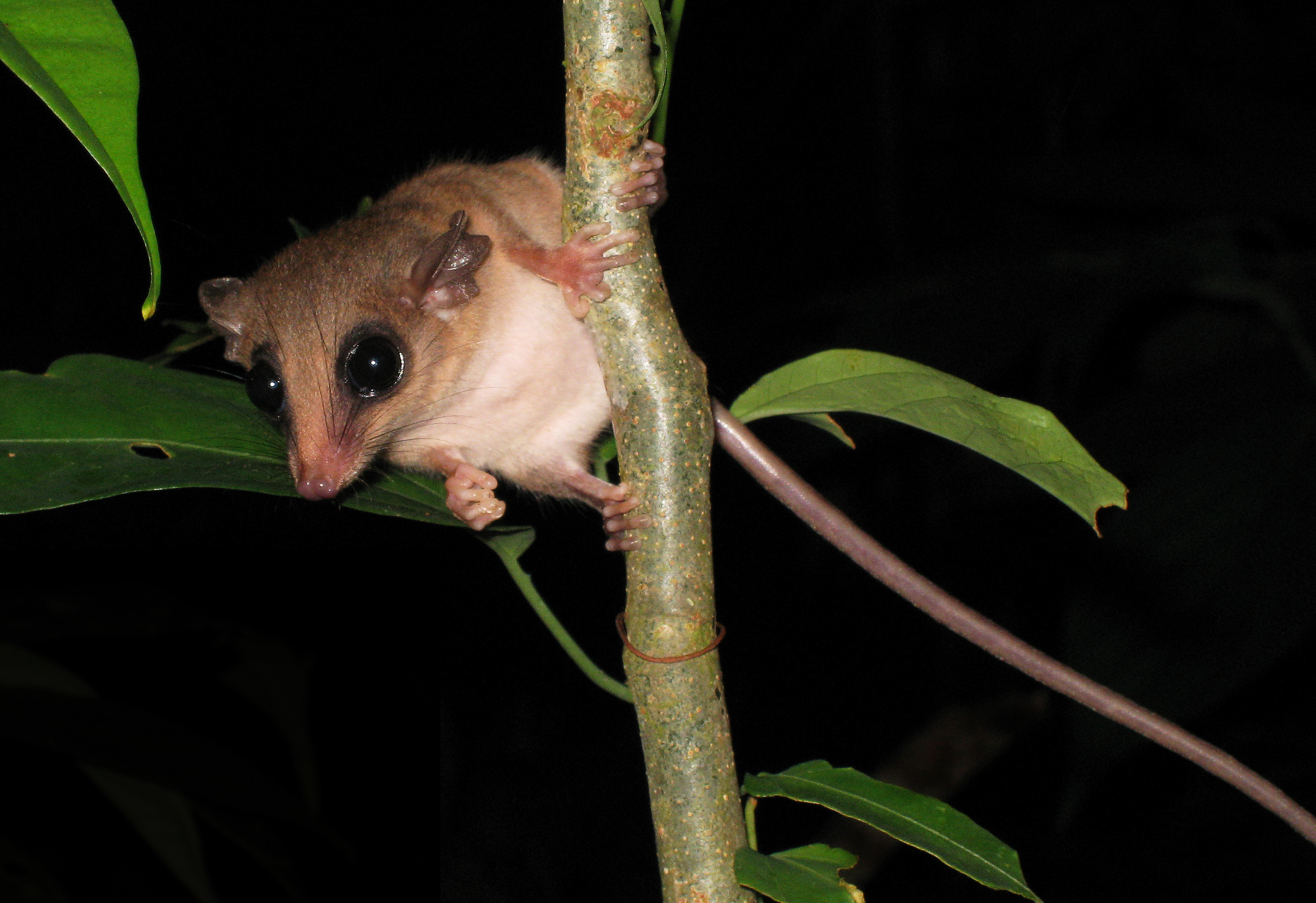
Opposum Marmosa sp.
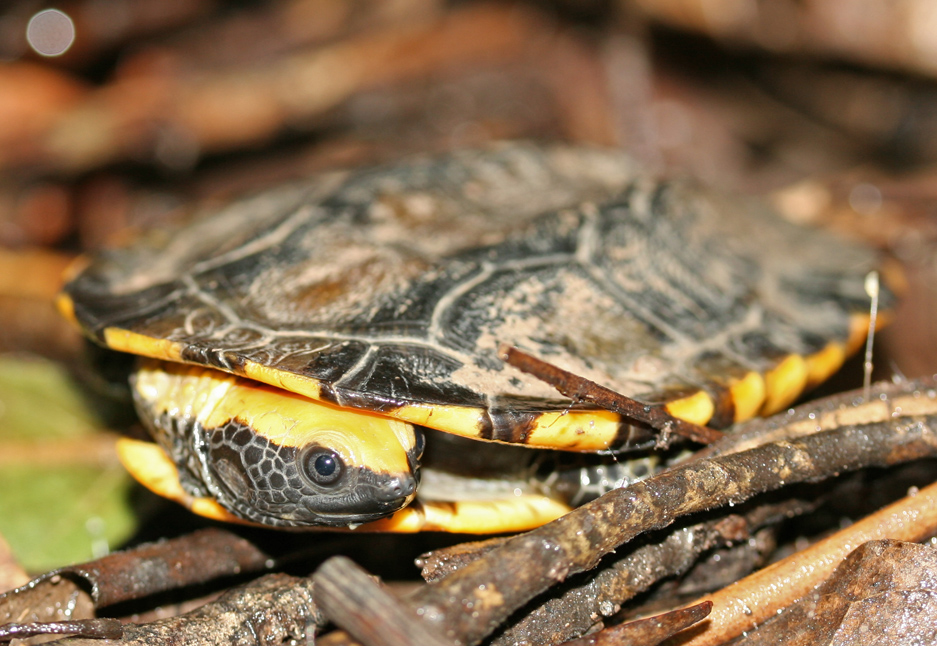
Tortue Platemys platycephala.
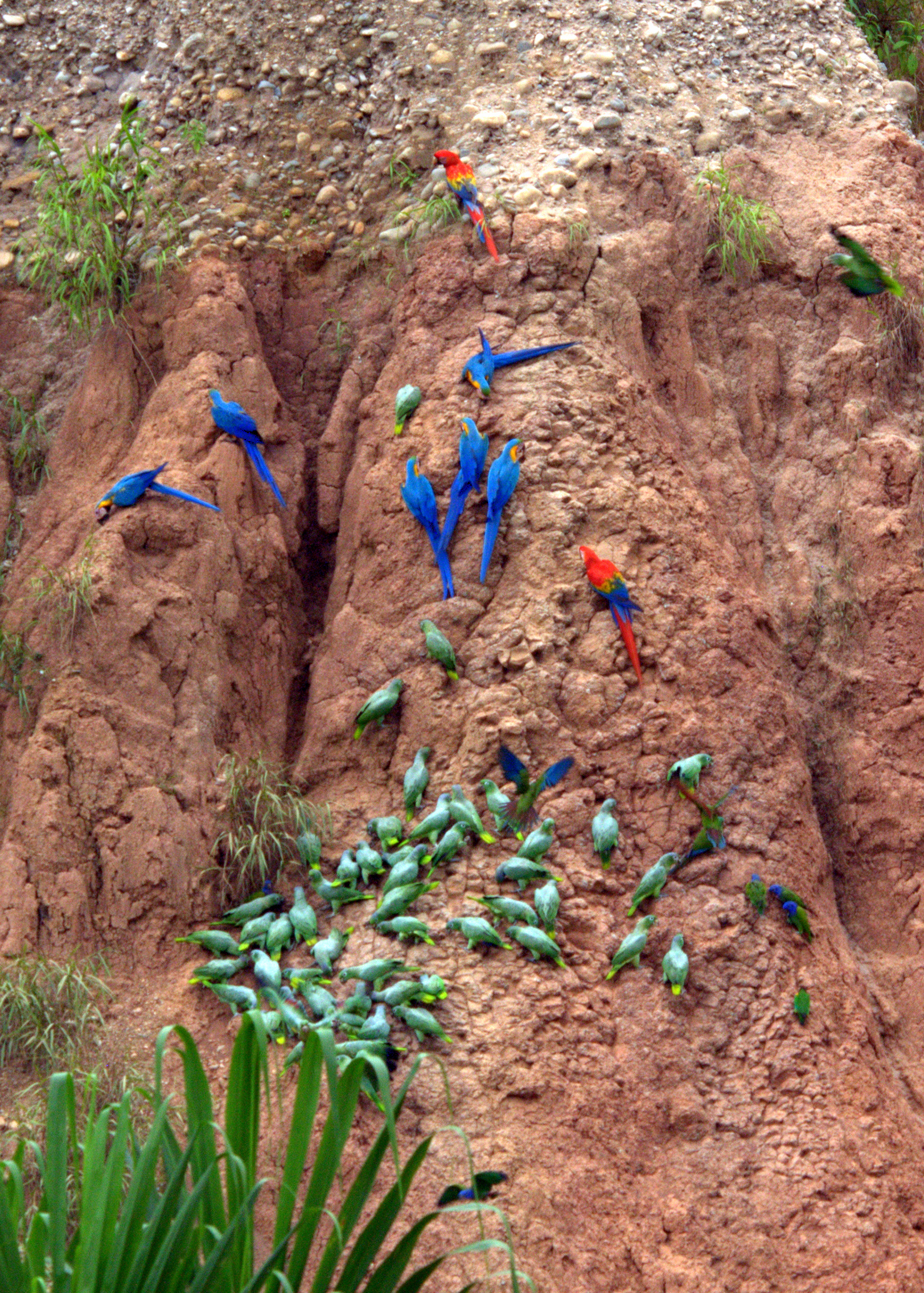
Caïque de Barraband, Ara rouge, Ara bleu, Ara vert, Amazones poudrées, Pione à tête bleue.
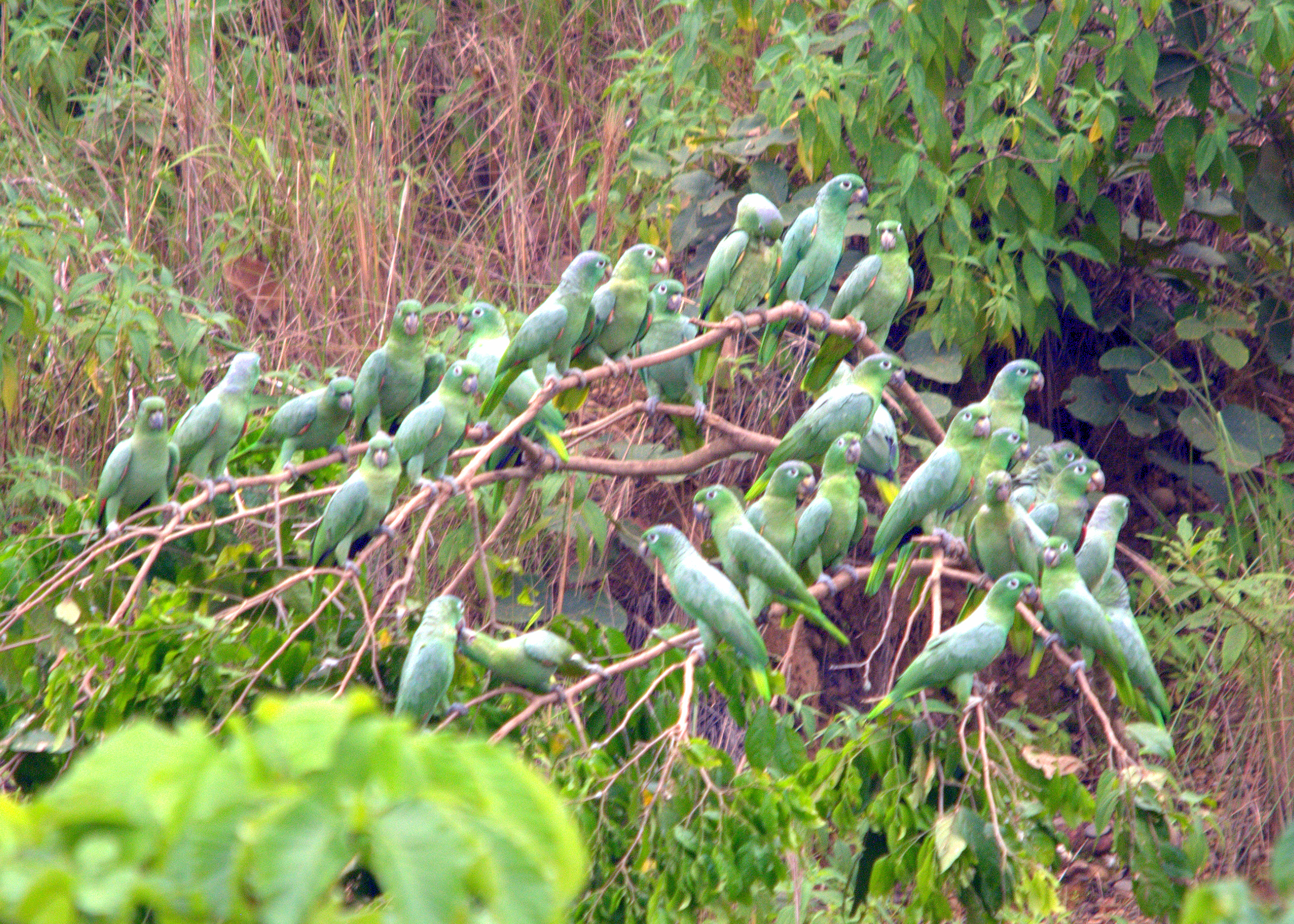
Amazones poudrées situées dans la réserve.

### Flore
Plusieurs classifications sont envisageables selon les critères retenus. En 1985, Terry L. Erwin distingue neuf catégories de forêts caractérisées selon le sol et le drainage, analysant trois forêts non inondables, quatre partiellement inondables et une inondée de manière permanente. Une étude publiée en 1994 et focalisée sur une aire géographique plus large, la zone réservée de Tambopata-Candamo, aboutit cependant à la conclusion que sur douze types de forêts tropicales, quatre groupes sont nettement séparées à la lumière de l'observation spatiale des cimes. La végétation est représentative du sud-ouest du bassin de l’Amazone. Des espèces forestières sont exploitées telles que le cèdre (Cedrela odorata) , l'acajou (Swietenia macrophylla), le Cedrelinga cateniformis et le noyer du Brésil.

## Lutte contre les risques environnementaux

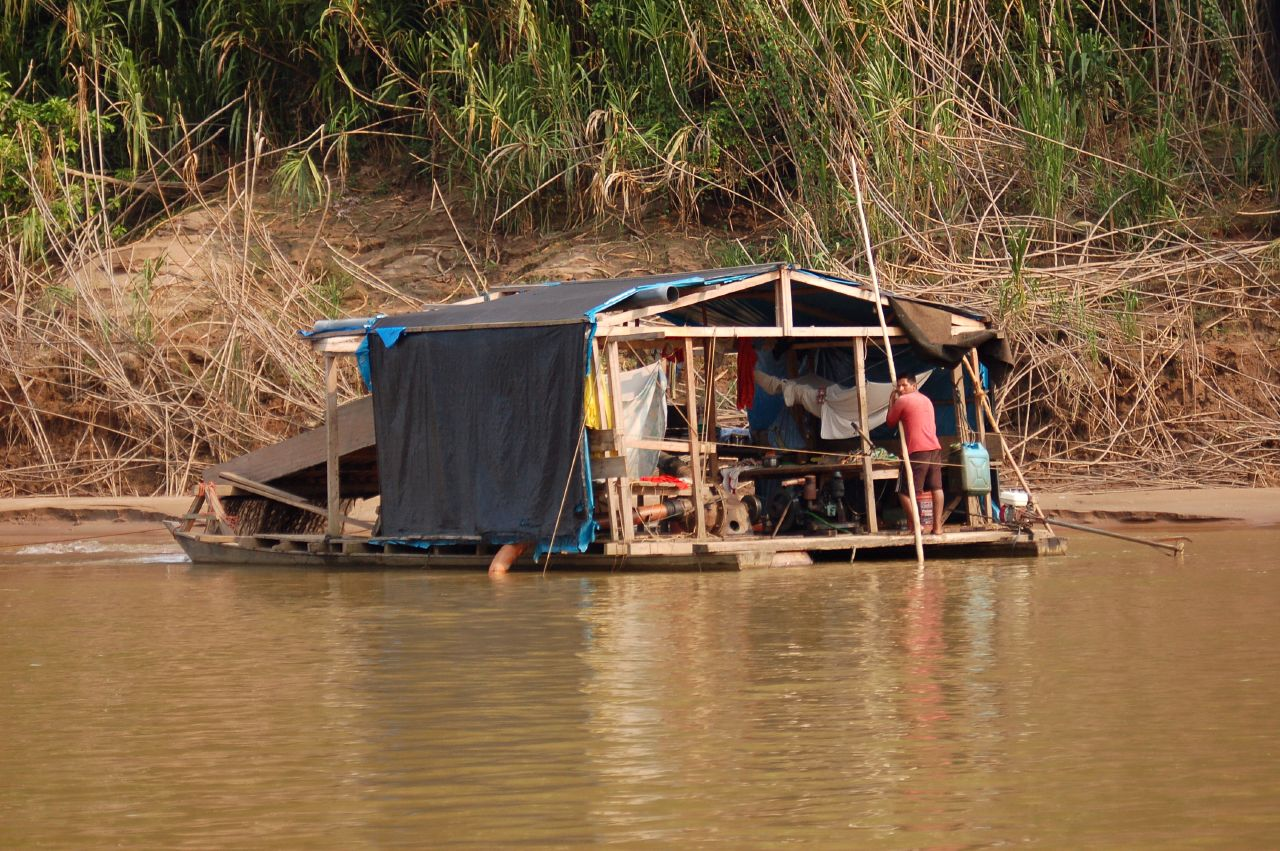
Installation d'orpailleurs sur le Rio Tambopata.

L'orpaillage clandestin, l’extraction de bois, la pression sur les terres agricoles et les ressources forestières sont des activités propices à la déforestation dans la région, provoquant ou ayant provoqué des dégâts sur la réserve. Après avoir envahi la zone tampon, les mineurs ont pénétré la réserve et détruits 759 hectares de forêt primaire. Après leur évacuation par les forces de l'ordre et l'armée en 2019, un programme de reforestation est entrepris en concertation avec le Centre de l'innovation scientifique de l'Amazonie et d'anciens mineurs. Les 30 000 arbres livrés fin 2019 comprennent des espèces pionnières à croissance rapide, comme le pashaco (Schizolobium amazonicum), et des lignes de diversité, comme le kapokier (Ceiba pentandra).